# Ввідний пристрій

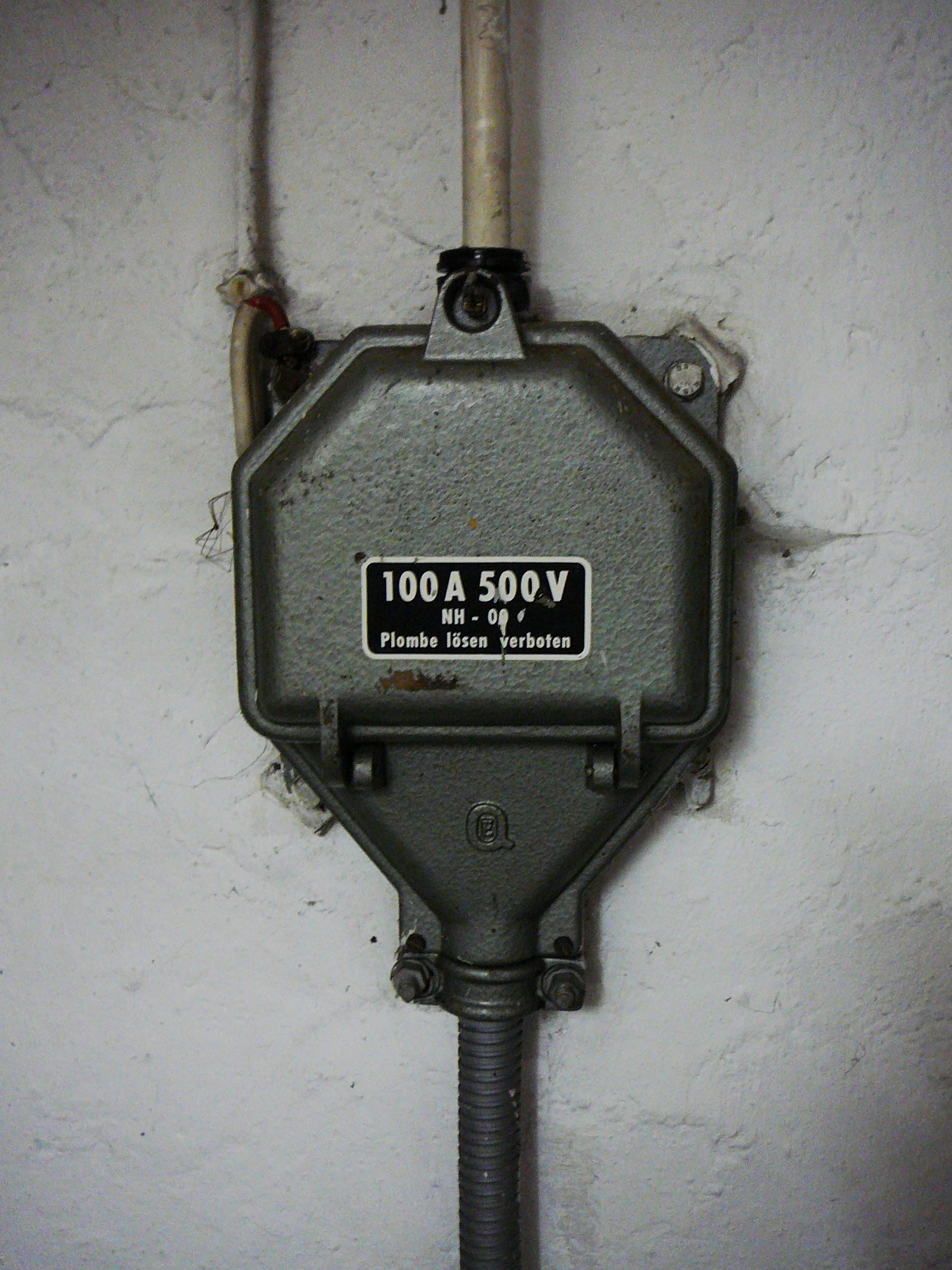
Ввідна коробка підключення будинку (100А 500В)

Вві́дний при́стрій (ВП) — електротехнічний пристрій у вигляді сукупності конструкцій, апаратів і приладів, які встановлюються на вводі лінії живлення в будинок або в його відокремлену частину і живляться від головного розподільного щитка.